# ヴィニシウス・マガリャエス (1984年生)
ヴィニシウス・マガリャエス（Vinicius Magalhães、1984年7月2日 - ）は、ブラジルの男性総合格闘家、柔術家。リオデジャネイロ州リオデジャネイロ出身。エクストリーム・クートゥア所属。元Titan FCライトヘビー級王者。元M-1 Globalライトヘビー級王者。ヴィニー・マガリャエスとも表記される。

## 来歴
1998年にブラジリアン柔術を始める。2000年からは世界柔術選手権にも出場、2005年には茶帯でスペルペサード級(-97kg)と無差別級の2階級制覇を成し遂げ、2007年は黒帯ペサディシモ級(+97kg)で3位に入賞を果たしている。グラップリングでも数々の大会に出場、2006年5月26日にはプロ大会L.A. SUB-XでTUF 8でコーチを務めたロバート・ドリスデールに勝利している。また、のちにUFC王者となるワイドマンにも勝利している。
2004年からは総合格闘技の練習を始めるべくカリフォルニアのシーザー・グレイシー柔術アカデミーに移っている。2006年11月にデビューを果たし、The Ultimate Fighter参加までに5戦のキャリアを積んでいた。

### The Ultimate Fighter
2008年はUFCのリアリティ番組「The Ultimate Fighter」のシーズン8に出場。エリミネイションバウトでラシャド・エヴァンスの弟ランス・エヴァンスに勝利すると、フランク・ミアからライトヘビー級3位の指名を受ける。その後はジュールス・ブルーチェス、クシシュトフ・ソシンスキーに一本勝ちし決勝に勝ち上がった。12月13日、The Ultimate Fighter: Team Nogueira vs. Team Mir Finaleで行われたライアン・ベイダーとの決勝戦では2分過ぎにベイダーの右フックを受けダウン、そのまま回復できずパウンドを受けTKO負けとなり、準優勝となった。

### UFC
2009年4月18日、UFC 97でエリオット・マーシャルと対戦し、0-3の判定負け。2連敗となりUFCからリリースされた。

### UFC復帰
2013年4月27日、UFC 159でライトヘビー級ランキング8位のフィル・デイヴィスと対戦し、判定負け。
2013年8月3日、UFC 163でアンソニー・ペロシュと対戦し、KO負け。2連敗となりリリースされた。

### WSOF
2016年10月7日、WSOF 33の世界ライトヘビー級タイトルマッチでデヴィッド・ブランチと対戦し、0-3の判定負けを喫し王座獲得に失敗した。

## 戦績

### プロ総合格闘技
| 総合格闘技 戦績 | 総合格闘技 戦績 | 総合格闘技 戦績 | 総合格闘技 戦績 | 総合格闘技 戦績 | 総合格闘技 戦績 | 総合格闘技 戦績 |
| --------------- | --------------- | --------------- | --------------- | --------------- | --------------- | --------------- |
| 33 試合         | (T)KO           | 一本            | 判定            | その他          | 引き分け        | 無効試合        |
| 19 勝           | 3               | 15              | 1               | 0               | 0               | 2               |
| 12 敗           | 5               | 1               | 6               | 0               | 0               | 2               |

| 勝敗 | 対戦相手                           | 試合結果                             | 大会名                                                                                      | 開催年月日     |
| －   | アントニオ・カルロス・ジュニオール | 1R 2:45 ノーコンテスト（ローブロー） | PFL 5                                                                                       | 2021年6月17日  |
| ×    | ラシッド・ユスポフ                 | 1R 2:46 KO                           | PFL 9                                                                                       | 2019年10月31日 |
| ○    | ラキム・クリーブランド             | 1R 1:56 腕ひしぎ十字固め             | PFL 6                                                                                       | 2019年8月8日   |
| ×    | エミリアーノ・ソルディ             | 2R 2:45 TKO                          | PFL 3                                                                                       | 2019年6月6日   |
| ×    | ショーン・オコンネル               | 3R 5:00 TKO（コーナーストップ）      | PFL 11                                                                                      | 2018年12月31日 |
| ○    | ヴォルク・アターエフ               | 1R 1:58 キムラロック                 | PFL 9                                                                                       | 2018年10月13日 |
| ○    | ラキム・クリーブランド             | 1R 1:20 キムラロック                 | PFL 9                                                                                       | 2018年10月13日 |
| ○    | ブランドン・ホールジー             | 1R 1:34 TKO                          | PFL 5                                                                                       | 2018年8月2日   |
| ○    | ジェイミー・アブダラ               | 1R 1:37 リアネイキドチョーク         | PFL 2                                                                                       | 2018年6月21日  |
| ×    | カロル・セリンスキ                 | 5分3R終了 判定0-3                    | ACB 63                                                                                      | 2017年7月1日   |
| ×    | デヴィッド・ブランチ               | 5分5R終了 判定0-3                    | WSOF 33: Branch vs. Magalhaes 【WSOF世界ライトヘビー級タイトルマッチ】                      | 2016年10月7日  |
| ○    | ジェイク・ヒューン                 | 5分3R終了 判定3-0                    | WSOF 30: Branch vs Starks                                                                   | 2016年4月2日   |
| ○    | マット・ハミル                     | 1R 1:08 膝十字固め                   | WSOF 24: Fitch vs. Okami                                                                    | 2015年10月17日 |
| ○    | ジェイソン・ブリルズ               | 4R 0:36 ギロチンチョーク             | Titan FC 30 【Titan FCライトヘビー級王座決定戦】                                            | 2014年9月26日  |
| ○    | ホルヘ・ゴンサレス                 | 1R 3:12 リアネイキドチョーク         | Xtreme Kombat 24                                                                            | 2014年7月19日  |
| ×    | アンソニー・ペロシュ               | 1R 0:14 KO（右ストレート→パウンド）  | UFC 163: Aldo vs. Korean Zombie                                                             | 2013年8月3日   |
| ×    | フィル・デイヴィス                 | 5分3R終了 判定0-3                    | UFC 159: Jones vs. Sonnen                                                                   | 2013年4月27日  |
| ○    | イゴール・ポクラヤッチ             | 2R 1:40 腕ひしぎ十字固め             | UFC 152: Jones vs. Belfort                                                                  | 2012年9月22日  |
| ○    | ミハイル・ザイーツ                 | 3R 1:13 TKO（打撃）                  | M-1 Challenge 27: Magalhaes vs. Zayats 【M-1 Globalライトヘビー級タイトルマッチ】           | 2011年10月14日 |
| ○    | ヴィクトル・ネムコフ               | 3R 1:40 ゴゴプラッタ・ネックロック   | M-1 Challenge 25: Zavurov vs. Enomoto 【M-1 Globalライトヘビー級王座決定戦】                | 2011年4月28日  |
| ○    | ジェイク・ドーア                   | 1R 1:47 TKO（パンチ連打）            | M-1 Challenge 24: Damkovsky vs. Figueroa                                                    | 2011年3月25日  |
| ○    | ロバート・スコット                 | 2R 3:51 腕ひしぎ十字固め             | MMA Xplosion: International Team Challenge                                                  | 2011年1月29日  |
| ○    | アリハン・マゴメドフ               | 2R 1:10 腕ひしぎ三角固め             | M-1 Challenge 22: Narkun vs. Vasilevsky                                                     | 2010年12月10日 |
| ×    | ペドロ・ガリーザ                   | 5分3R終了 判定0-3                    | Shark Fights 9                                                                              | 2010年3月20日  |
| ○    | マイク・ニッケルズ                 | 1R 1:19 腕ひしぎ十字固め             | Ring of Fire 36: Demolition                                                                 | 2009年12月4日  |
| ○    | クリス・デイヴィス                 | 1R 1:13 三角絞め                     | CFP: Carolina Crown 2                                                                       | 2009年10月24日 |
| ×    | エリオット・マーシャル             | 5分3R終了 判定0-3                    | UFC 97: Redemption                                                                          | 2009年4月18日  |
| ×    | ライアン・ベイダー                 | 1R 2:18 TKO（右フック→パウンド）     | The Ultimate Fighter: Team Nogueira vs. Team Mir Finale 【ライトヘビー級トーナメント 決勝】 | 2008年12月13日 |
| ×    | ラファエル・デイヴィス             | 2R 3:03 ギブアップ                   | Valor Fighting: Fight Night                                                                 | 2008年3月7日   |
| ○    | ルイス・オジェダ                   | 1R 0:19 腕ひしぎ十字固め             | MMA Xtreme 18: Going Home                                                                   | 2008年1月26日  |
| ○    | アドルフォ・デラトーレ             | 1R 0:21 腕ひしぎ十字固め             | MMA Xtreme 15                                                                               | 2007年11月16日 |
| ×    | ジョージ・ブッシュ                 | 5分3R終了 判定0-3                    | Gracie Fighting Championships: Evolution                                                    | 2007年5月19日  |
| －   | クリス・ラーキン                   | 無効試合                             | Gracie Proving Ground 1                                                                     | 2006年11月11日 |

### アマチュア総合格闘技
| 勝敗 | 対戦相手                   | 試合結果                  | 大会名                                                       | 開催年月日    |
| ○    | クシシュトフ・ソシンスキー | 1R 3:45 腕ひしぎ十字固め  | The Ultimate Fighter 8 【ライトヘビー級トーナメント 準決勝】 | 2008年6月26日 |
| ○    | ジュールス・ブルーチェス   | 1R 3:28 腕ひしぎ十字固め  | The Ultimate Fighter 8 【ライトヘビー級トーナメント 2回戦】  | 2008年6月10日 |
| ○    | ランス・エヴァンス         | 2R 0:34 TKO（脇腹の負傷） | The Ultimate Fighter 8 【ライトヘビー級トーナメント 1回戦】  | 2008年5月21日 |

### グラップリング
| 勝敗 | 対戦相手                     | 試合結果       | 大会名     | 開催年月日     |
| ×    | ウラジミール・マティシェンコ | 4分2R終了 判定 | X-MISSION  | 2006年11月17日 |
| ○    | ロバート・ドリスデール       | ポイント1-0    | L.A. SUB-X | 2006年5月26日  |

## 獲得タイトル
- 世界柔術選手権 茶帯スペルペサード級 優勝（2005年）
- 世界柔術選手権 茶帯アブソルート級 優勝（2005年）
- 世界柔術選手権 黒帯ペサディシモ級 3位（2007年）
- 第1回世界ノーギ柔術選手権 スペルペサード級 優勝（2007年）
- 第8回アブダビコンバット 99kg未満級 3位・無差別級 3位（2009年）
- 第9回アブダビコンバット 99kg以上級 優勝（2011年）
- 第2代M-1 Globalライトヘビー級王座（2011年）
- 初代Titan FCライトヘビー級王座（2014年）